# Зиновьева, Наталия Анатольевна
Наталия Анатольевна Зиновьева (род. 8 июня 1970, Климовск, Московская область) — российский ученый-биотехнолог. Академик РАН (2013), РАСХН (2012), доктор биологических наук (1999), профессор (2004). Директор Всероссийского НИИ животноводства имени Л. К. Эрнста (с 2011 года). Лауреат Государственной премии Российской Федерации для молодых ученых в области науки и техники (1999).

## Биография
Окончила Московскую ветеринарную академию имени К. И. Скрябина (1992).
С 1996 года работник Всероссийского НИИ животноводства имени Л. К. Эрнста: старший научный сотрудник, заведующая лабораторией молекулярной генетики и цитогенетики животных, заместитель руководителя Центра биотехнологии и молекулярной диагностики животных (1996—2006), заместитель директора по научной работе (2006—2011), с 2011 года — директор, одновременно руководитель Центра биотехнологии и молекулярной диагностики животных этого НИИ.
Работала ассистентом профессора в Институте молекулярного животноводства Университета им. Людвига Максимилиана, г. Мюнхен, Германия (1994—1996).
В 1999 году защитила докторскую диссертацию.
В 2012 году избрана академиком РАСХН, а в 2013 году стала академиком РАН в рамках присоединения к последней РАСХН. Заместитель председателя комиссии РАН по генно-инженерной деятельности.
Член редколлегии журнала «Генетика и разведение животных».
Удостоена в числе ста молодых ученых России для поддержки исследований молодых докторов наук гранта Президента Российской Федерации (1999—2002, 2004—2006).

## Научная деятельность
Специалист в области биотехнологии и генетики сельскохозяйственных животных.
Научные исследования посвящены созданию линии трансгенных свиней с пониженным содержанием жира в туше и повышенной устойчивостью к инфекционным заболеваниям бактериальной и вирусной природы; изучению влияния интеграции трансгена на гормональный статус; изучению экспрессии рекомбинантных генов в организме трансгенных сельскохозяйственных животных; разработке отдельных элементов технологии создания соматических трансгенных сельскохозяйственных животных.
В области клеточной инженерии выполнила исследования идентификации, характеристики, дифференцировки стволовых клеток животных как перспективного объекта для клонирования животных. Под её руководством и при непосредственном участии создан банк ДНК сельскохозяйственных животных различных пород РФ, предложены приемы молекулярно-генетической идентификации животных и оценки потенциала признаков продуктивности.
Автор более 400 научных трудов, 26 монографий.

## Избранные труды
- Трансгенные животные и возможности их использования. Молекулярно-генетические аспекты трансгенеза в животноводстве / соавт.: Л. К. Эрнст, Г. Брем; ВИЖ. — М., 2001. — 127 с.
- Современное состояние и перспективы использования трансгенных технологий в животноводстве / соавт.: Л. К. Эрнст, Г. Брем. — М., 2002. — 341 с.
- Энтомологическая переработка органических отходов свиноводства и птицеводства и использование её продуктов в сельском хозяйстве / соавт.: Л. К. Эрнст и др. — Дубровицы, 2004. — 136 с.
- Проблемы биотехнологии и селекции сельскохозяйственных животных / соавт. Л. К. Эрнст. — 2-е изд., доп. — Дубровицы, 2006. — 342 с.
- Биологические проблемы животноводства в XXI веке / соавт. Л. К. Эрнст. — Дубровицы, 2008. — 507 с.
- Современные генетические методы в селекции свиней / соавт.: А. В. Доцев и др.; ГНУ Всерос. НИИ животноводства. — Дубровицы, 2011. — 72 с.
- Генетическое картирование сельскохозяйственных животных / соавт.: В. А. Багиров, П. М. Кленовицкий; Всерос. НИИ животноводства. — Дубровицы, 2015. — 165 с.